# Kliau
Das Kliau (auch Kelebit, Keliau, Klau, Klawang, Klebit, Trabai) ist ein Schild aus Indonesien.

## Beschreibung
Das Kliau ist der bekannteste und meistbenutzte Schild der Dayak. Der Schild ist inklusive des Griffes aus einem Stück des leichten Jelutong-Holzes geschnitzt. Der Griff ist der Länge nach in der Mittellinie des Schildes angebracht. Die Seiten sind gerade gearbeitet, die Enden sind spitz zulaufend. Der Schild ist im Querschnitt leicht halbrund gearbeitet. Auf der Außenseite sind horizontal Rattanstreben angebracht, um die Stabilität des Schildes zu verstärken und ein Splittern zu vermeiden. 
Die Verzierungen am Schild variieren je nach Version. Die Dekoration kann durch Malereien in verschiedenen Farben ausgeführt sein und auf der Innen- sowie auf der Außenseite angebracht sein. Die Motive variieren. Es werden Drachenköpfe, Darstellungen von Aso-Figuren sowie allerlei Formen figürlicher Darstellungen und geometrische Figuren verwendet. Bei anderen Ethnien sind die Verzierungen aus Büscheln aus Menschenhaar gefertigt, die von getöteten Feinden stammen (siehe auch Klebit bok). Zusätzlich können auch Nassa-Muscheln oder Perlmuttmuscheln mit der Hilfe von Baumharzen aufgeklebt sein. Das Kliau wird im Kampf in einem Abstand zum Körper gehalten. Das Kliau wird von Ethnien in Indonesien benutzt.